# Escles-Saint-Pierre
Escles-Saint-Pierre est une commune française située dans le département de l'Oise et la région Hauts-de-France.

## Géographie

### Localisation
Escles-Saint-Pierre est un village rural picard situé à l'extrémité ouest du département de l'Oise, en bordure du département de la Seine-Maritime.
L'ex-route nationale 15bis (actuelle RD 315) constitue la limite est de la commune.
En 1850, Louis Graves indiquait qu'Escles-Saint-Pierre est une « Très-petite commune comprise dans le prolongement qui, vers le nord , s'étend entre les départements.de la Seine-Inférieure (actuelle Seine-Maritime)  et de la Somme. Le territoire, de figure à. peu rectangulaire, est découvert, plane, donnant naissance vers le sud à un ravin qui descend dans le Val de la haie. Le chef-lieu presque central réunit plusieurs rues formées de maisons séparées par des jardins et des herbages ».

### Communes limitrophes
|                    | Morvillers-Saint-Saturnin Somme |                 |
| Quincampoix-Fleuzy | Escles-Saint-Pierre             | Fourcigny Somme |
|                    | Fouilloy                        |                 |

### Hydrographie
La commune est traversée par la ligne de partage des eaux entre les bassins hydrographiques Artois-Picardie et Seine-Normandie. Elle n'est drainée par aucun cours d'eau.

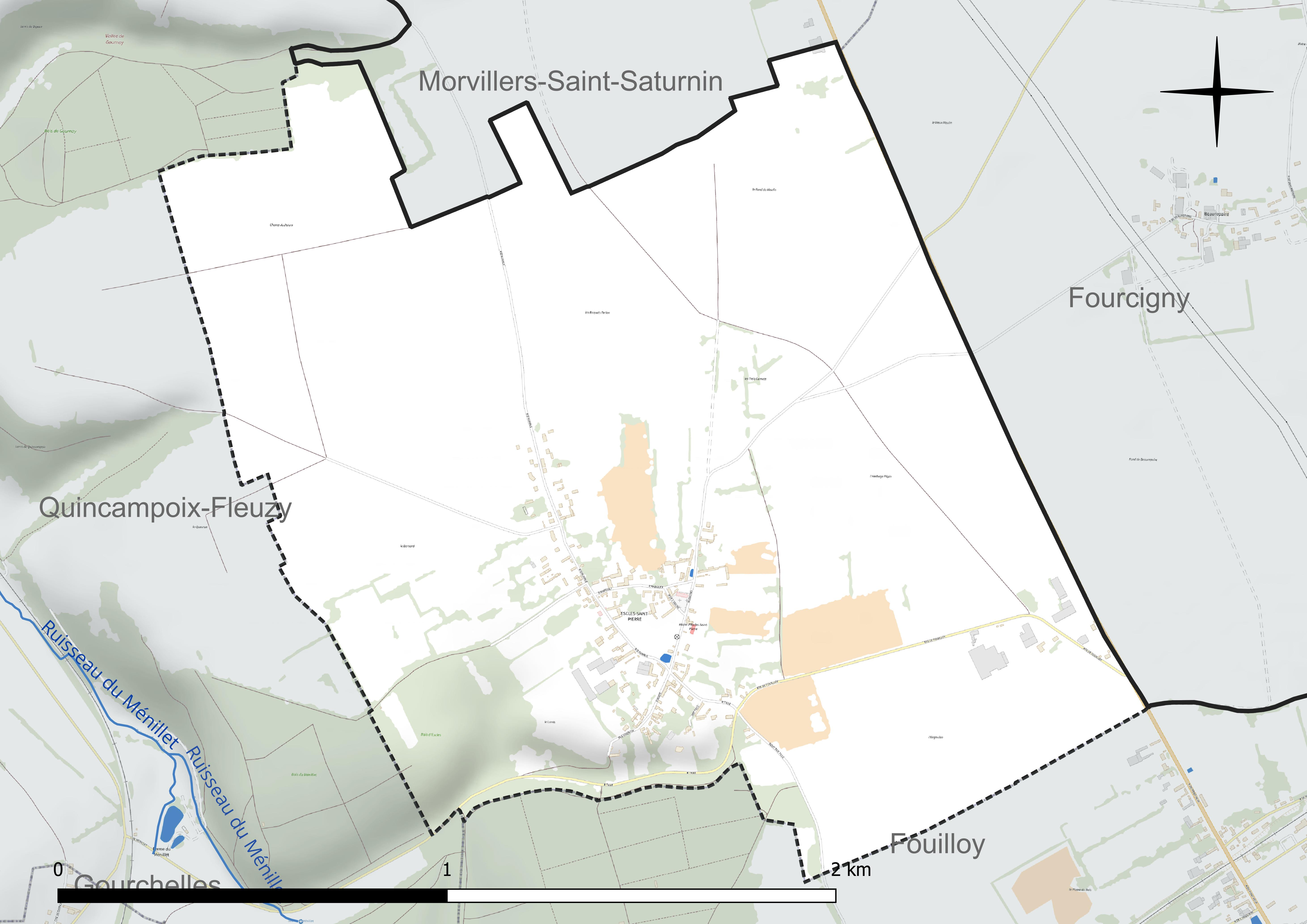
Réseau hydrographique d'Escles-Saint-Pierre.

### Climat
Pour des articles plus généraux, voir Climat des Hauts-de-France et Climat de l'Oise.
En 2010, le climat de la commune est de type climat océanique dégradé des plaines du Centre et du Nord, selon une étude du CNRS s'appuyant sur une série de données couvrant la période 1971-2000. En 2020, Météo-France publie une typologie des climats de la France métropolitaine dans laquelle la commune est exposée à un climat océanique et est dans la région climatique Côtes de la Manche orientale, caractérisée par un faible ensoleillement (1 550 h/an) ; forte humidité de l'air (plus de 20 h/jour avec humidité relative > 80 % en hiver), vents forts fréquents.
Pour la période 1971-2000, la température annuelle moyenne est de 9,6 °C, avec une amplitude thermique annuelle de 13,9 °C. Le cumul annuel moyen de précipitations est de 859 mm, avec 13 jours de précipitations en janvier et 8,8 jours en juillet. Pour la période 1991-2020, la température moyenne annuelle observée sur la station météorologique la plus proche, située sur la commune de Saint-Arnoult à 12 km à vol d'oiseau, est de 10,4 °C et le cumul annuel moyen de précipitations est de 797,2 mm,. Pour l'avenir, les paramètres climatiques de la commune estimés pour 2050 selon différents scénarios d'émission de gaz à effet de serre sont consultables sur un site dédié publié par Météo-France en novembre 2022.

## Urbanisme

### Typologie
Au 1er janvier 2024, Escles-Saint-Pierre est catégorisée commune rurale à habitat dispersé, selon la nouvelle grille communale de densité à sept niveaux définie par l'Insee en 2022.
Elle est située hors unité urbaine et hors attraction des villes,.

### Occupation des sols
L'occupation des sols de la commune, telle qu'elle ressort de la base de données européenne d'occupation biophysique des sols Corine Land Cover (CLC), est marquée par l'importance des territoires agricoles (87,1 % en 2018), une proportion sensiblement équivalente à celle de 1990 (87,3 %). La répartition détaillée en 2018 est la suivante : 
terres arables (62,6 %), prairies (24,5 %), zones urbanisées (7,7 %), forêts (5,2 %). L'évolution de l'occupation des sols de la commune et de ses infrastructures peut être observée sur les différentes représentations cartographiques du territoire : la carte de Cassini (XVIIIe siècle), la carte d'état-major (1820-1866) et les cartes ou photos aériennes de l'IGN pour la période actuelle (1950 à aujourd'hui).

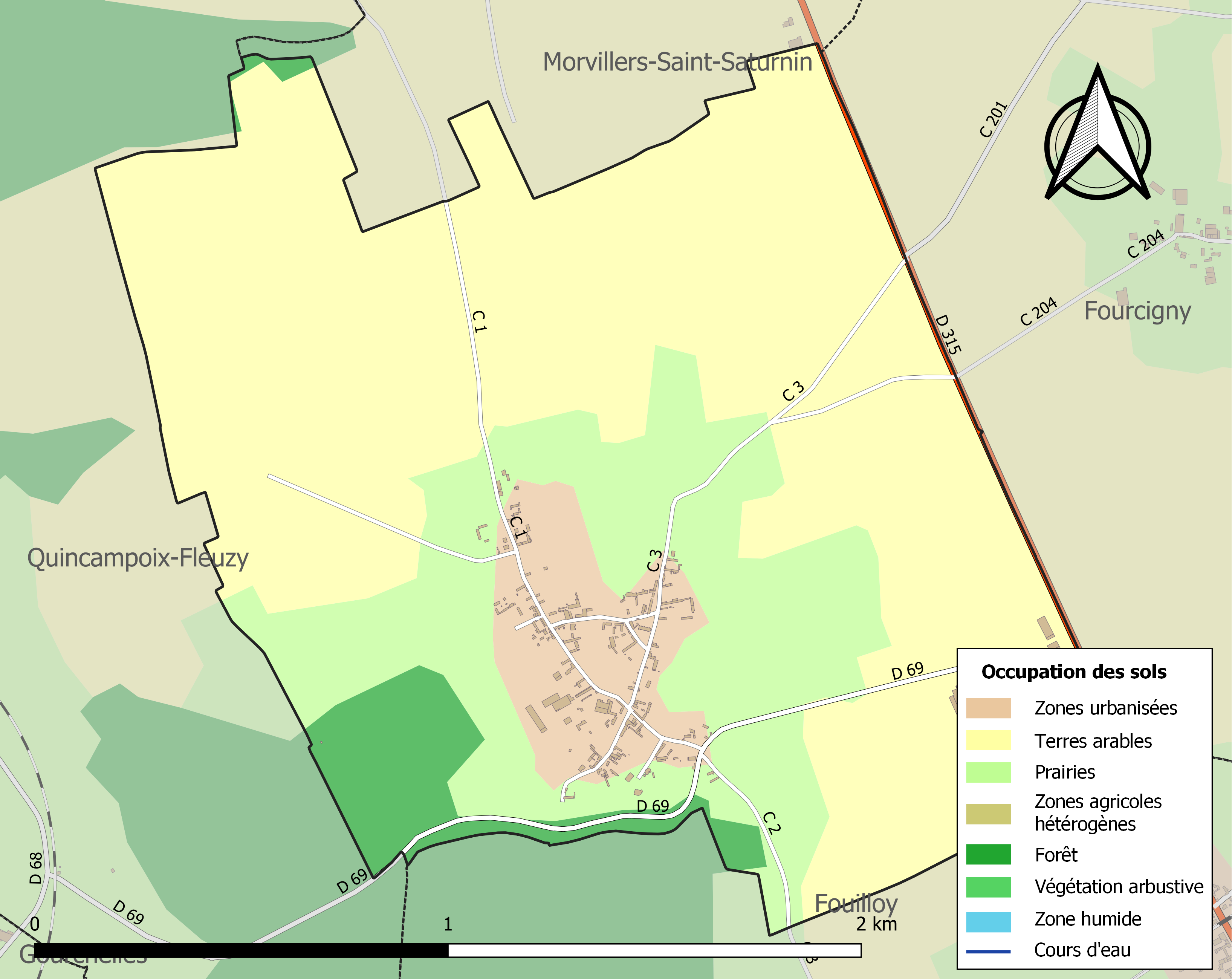
Carte des infrastructures et de l'occupation des sols de la commune en 2018 (CLC).

### Habitat et logement
En 2019, le nombre total de logements dans la commune était de 78, alors qu'il était de 71 en 2014 et de 68 en 2009.
Parmi ces logements, 82,4 % étaient des résidences principales, 7,3 % des résidences secondaires et 10,3 % des logements vacants. Ces logements étaient pour 98,5 % d'entre eux des maisons individuelles et pour 0 % des appartements.
Le tableau ci-dessous présente la typologie des logements à Escles-Saint-Pierre en 2019 en comparaison avec celle de l'Oise et de la France entière. Une caractéristique marquante du parc de logements est ainsi une proportion de résidences secondaires et logements occasionnels (7,3 %) supérieure à celle du département (2,4 %) et à celle de la France entière (9,7 %). Concernant le statut d'occupation de ces logements, 90,8 % des habitants de la commune sont propriétaires de leur logement (82,8 % en 2014), contre 61,4 % pour l'Oise et 57,5 pour la France entière.
| Typologie                                               | Escles-Saint-Pierre | Oise | France entière |
| ------------------------------------------------------- | ------------------- | ---- | -------------- |
| Résidences principales (en %)                           | 82,4                | 90,4 | 82,1           |
| Résidences secondaires et logements occasionnels (en %) | 7,3                 | 2,4  | 9,7            |
| Logements vacants (en %)                                | 10,3                | 7,1  | 8,2            |

### Voies de communication et transports
La station de chemin de fer la plus proche est la gare d'Abancourt desservie par des trains TER Normandie assurant des liaisons entre Amiens et Rouen-Rive-Droite et des trains TER Hauts-de-France assurant des liaisons entre Lille-Flandres et Rouen-Rive-Droite, ainsi qu'entre Beauvais et Le Tréport - Mers.
La commune est desservie, en 2023, par les lignes 6103, 6113 et 6124 du réseau interurbain de l'Oise.

## Toponymie
La commune a changé de nom au cours des siècles : Egla (1150) ; Eccla (vers 1250) ; Ecle (vers 1540) ; Eccles (vers 1540) ; Escles (vers 1540) ; Excles (vers 1540) ; Ecles (vers 1540) ; Excle (XVIe) ; Hescles (XVIe) ; Escle (1850), puis prend sa dénomination actuelle d'Escles-Saint-Pierre le 20 juin 1954.
Emprunté au latin chrétien ecclesiasticus, « de l'Église ».
Saint-Pierre est un hagiotoponyme faisant référence à « saint Pierre », saint patron du lieu. L'église lui est dédiée.

## Histoire
Sous l'Ancien Régime, le village relevait du duché d'Aumale
En 1850, une partie de la population vivait de la fabrication de Bonneterie et des étoffes de laine.

## Politique et administration

### Rattachements administratifs et électoraux
La commune se trouve  dans l'arrondissement de Beauvais du département de l'Oise. Pour l'élection des députés, elle fait partie depuis 2012 de la deuxième circonscription de l'Oise.
Elle faisait partie depuis 1801 du canton de Formerie. Dans le cadre du redécoupage cantonal de 2014 en France, la commune est désormais rattachée au canton de Grandvilliers.

### Intercommunalité
Escles-Saint-Pierre fait partie, comme quatre-vingt-huit autres communes, de la communauté de communes de la Picardie Verte qui correspond l'ensemble des communes des cantons de Formerie, Grandvilliers et Marseille en Beauvaisis, ainsi que certaines communes du canton de Songeons.
La commune fait également partie du « Grand Beauvaisis », l'un des seize pays a constituer le « Pays de Picardie »[réf. nécessaire].
En 2018, la commune participe également à divers regroupements communaux :
- Syndicat d'énergie de l'Oise
- Syndicat des eaux de Blargies  (SIAEP de Blargies)
- Syndicat intercommunal de regroupement scolaire du RPI de Romescamps (SIRP de Romescamps).

### Liste des maires
| Période                                  | Période                   | Identité        | Étiquette | Qualité                          |
| ---------------------------------------- | ------------------------- | --------------- | --------- | -------------------------------- |
| Les données manquantes sont à compléter. |                           |                 |           |                                  |
| 2001                                     | 2008                      | Marcel Manchion |           |                                  |
| 2008                                     | En cours (au 27 mai 2020) | Sabrina Renault |           | Réélue pour le mandat 2020-2026, |

### Distinctions et labels
- Ville fleurie : deux fleurs en 2004[22] renouvelées en 2007 par le Conseil National des Villes et Villages Fleuris de France[23].

## Équipements et services publics
La commune dispose d'une salle des fêtes et a construit en 2021 un terrain de pétanque.

### Eau et déchets
L'adduction en eau potable de la commune est assurée par le syndicat des eaux de Blargies, qui dessert également Monceaux-l'Abbaye, Moliens, Broquiers, Saint-Thibault, Romescamps,  Fouilloy, ainsi que les hameaux de Hennicourt et Marcoquet.

### Enseignement
Les enfants de la commune sont scolarisés par un regroupement pédagogique  créé en 2005.
Il s'est transformé en regroupement pédagogique concentré (RPC) grâce à l'extension du  groupe scolaire Roger-Cocu de Romescamps, qui  a ouvert à la rentrée 2017, doté d'une cantine et d'une garderie et entrainant la fermeture des autres écoles. Pour l'année scolaire 2018-2019, l'école accueille 125 élèves des communes de Romescamps, Fouilloy, Gourchelles et Escles-Saint-Pierre,,.

## Population et société

### Démographie

#### Évolution démographique
L'évolution du nombre d'habitants est connue à travers les recensements de la population effectués dans la commune depuis 1793. Pour les communes de moins de 10 000 habitants, une enquête de recensement portant sur toute la population est réalisée tous les cinq ans, les populations de référence des années intermédiaires étant quant à elles estimées par interpolation ou extrapolation. Pour la commune, le premier recensement exhaustif entrant dans le cadre du nouveau dispositif a été réalisé en 2005.

En 2022, la commune comptait 176 habitants, en évolution de +10,69 % par rapport à 2016 (Oise : +0,87 %, France hors Mayotte : +2,11 %).
| 1793 | 1800 | 1806 | 1821 | 1831 | 1836 | 1841 | 1846 | 1851 |
| ---- | ---- | ---- | ---- | ---- | ---- | ---- | ---- | ---- |
| 281  | 270  | 292  | 308  | 305  | 323  | 304  | 317  | 224  |

| 1856 | 1861 | 1866 | 1872 | 1876 | 1881 | 1886 | 1891 | 1896 |
| ---- | ---- | ---- | ---- | ---- | ---- | ---- | ---- | ---- |
| 258  | 238  | 244  | 243  | 225  | 221  | 254  | 217  | 216  |

| 1901 | 1906 | 1911 | 1921 | 1926 | 1931 | 1936 | 1946 | 1954 |
| ---- | ---- | ---- | ---- | ---- | ---- | ---- | ---- | ---- |
| 205  | 161  | 147  | 155  | 148  | 146  | 159  | 178  | 198  |

| 1962 | 1968 | 1975 | 1982 | 1990 | 1999 | 2005 | 2006 | 2010 |
| ---- | ---- | ---- | ---- | ---- | ---- | ---- | ---- | ---- |
| 180  | 152  | 144  | 117  | 115  | 120  | 138  | 139  | 138  |

| 2015 | 2020 | 2022 | - | - | - | - | - | - |
| ---- | ---- | ---- | - | - | - | - | - | - |
| 158  | 168  | 176  | - | - | - | - | - | - |

#### Pyramide des âges
La population de la commune est relativement jeune.
En 2018, le taux de personnes d'un âge inférieur à 30 ans s'élève à 36,9 %, soit en dessous de la moyenne départementale (37,3 %). À l'inverse, le taux de personnes d'âge supérieur à 60 ans est de 23,8 % la même année, alors qu'il est de 22,8 % au niveau départemental.
En 2018, la commune comptait 87 hommes pour 79 femmes, soit un taux de 52,41 % d'hommes, largement supérieur au taux départemental (48,89 %).
Les pyramides des âges de la commune et du département s'établissent comme suit.
| Hommes | Classe d’âge | Femmes |
| ------ | ------------ | ------ |
| 2,3    | 90 ou +      | 2,5    |
| 3,4    | 75-89 ans    | 5,0    |
| 14,8   | 60-74 ans    | 20,0   |
| 19,3   | 45-59 ans    | 16,2   |
| 20,5   | 30-44 ans    | 22,5   |
| 12,5   | 15-29 ans    | 7,5    |
| 27,3   | 0-14 ans     | 26,3   |

| Hommes | Classe d’âge | Femmes |
| ------ | ------------ | ------ |
| 0,5    | 90 ou +      | 1,4    |
| 5,5    | 75-89 ans    | 7,6    |
| 15,6   | 60-74 ans    | 16,3   |
| 20,8   | 45-59 ans    | 20     |
| 19,4   | 30-44 ans    | 19,4   |
| 17,6   | 15-29 ans    | 16,2   |
| 20,6   | 0-14 ans     | 19,1   |

## Culture locale et patrimoine

### Lieux et monuments
- Église Saint-Pierre, reconstruite au XVIe siècle. Elle dispose d'un beau mobilier cultuel, dont ses fonts baptismaux, de style gothique flamboyant, en pierre sculptée et bassin en plomb sont du XVIe siècle[35],[36]
- Croix de chemin, de la Renaissance.